# Jon McGlocklin
Jon P McGlocklin (né le 10 juin 1943 à Franklin, en Indiana) est un joueur américain de basket-ball.

## Biographie
Arrière issu de l'université d'Indiana, McGlockin fut sélectionné par les Cincinnati Royals au 3e tour de la draft 1965, mais l'essentiel de sa carrière se déroula de 1968 à 1976 sous les couleurs des Milwaukee Bucks, avec qui il remporta le titre de champion NBA (avec comme coéquipier Kareem Abdul-Jabbar et Oscar Robertson notamment) en 1971. Il inscrivit 9169 points dans sa carrière et son maillot numéro 14 fut retiré par les Bucks.
Jon était connu pour son tir en forme d'"arc-en-ciel" sur les ailes, correspondant à ce qui est aujourd'hui la ligne à 3-points. Les effets se faisaient ressentir lorsqu'il évoluait avec Jabbar : si le meneur de jeu adverse allait défendre sur Jabbar, McGlocklin lui faisait payer en inscrivant un tir de loin; quand le meneur de jeu venait défendre sur lui, il passait le ballon à Jabbar qui n'avait alors qu'un seul opposant, qui était alors dominateur la plupart du temps.
Il fut sélectionné parmi les 50 meilleurs joueurs de basket-ball du 20e siècle de l'État d'Indiana, étant également intronisé au Indiana Basketball Hall of Fame, ainsi qu'au Wisconsin Sports Hall of Fames.
Lors des 25 dernières années, McGlocklin fut membre de l'équipe de commentateurs des Bucks en compagnie de Jim Paschke.
À la suite de sa retraite en 1976, Jon fonda le « MACC Fund », qui a été reconnu au niveau national dans son combat contre le cancer des enfants.